# مجید صالح
مجید صالح (زادهٔ ۱۱ مهر ۱۳۴۵ در تهران) مربی فوتبال و بازیکن پیشین فوتبال اهل ایران است. وی در جام جهانی فوتسال ۱۹۹۲ حضور داشت و هفت بازی برای تیم ملی فوتسال ایران انجام داد و سه گل هم به ثمر رساند. او بازی‌های درخشانی از خود در این تورنمنت به نمایش گذاشت و به همراه تیم ملی به مقام چهارمی رقابت‌ها با مربیگری محمد مایلی کهن دست یافت. وی اکنون سرمربی تیم آکادمی اینترمیلان دراورنج کانتی است.

## دوران بازیکنی
او سابقهٔ بازی در تیم‌های هما، بانک تجارت، کشاورز، سایپا، پاس تهران و بهمن را در کارنامه خود دارد.
او همچنین در تیم ملی امید ایران و تیم ملی فوتسال ایران حضور داشته است.

## دوران دستیاری
- سایپا (دستیار بیژن ذوالفقارنسب – در لیگ چهارم و لیگ پنجم)
- مس کرمان (دستیار امیر قلعه‌نویی – در نیم فصل دوم لیگ هفتم)
- استقلال تهران (دستیار امیر قلعه‌نویی – در جام حذفی بیست و یکم)
- ذوب‌آهن (دستیار منصور ابراهیم‌زاده – در لیگ هشتم، لیگ نهم و لیگ دهم)
- استقلال تهران (دستیار امیر قلعه‌نویی – در لیگ دوازدهم و لیگ سیزدهم)
- تیم ملی فوتبال ایران (دستیار کارلوس کی‌روش – پیش از شروع جام جهانی ۲۰۱۴)
- ملوان بندر انزلی (دستیار استوان موسیلوویچ – از هفتهٔ دوازدهم تا چهاردهم لیگ چهاردهم)
- تیم ملی امید ایران (دستیار محمد خاکپور)
- استقلال تهران (دستیار پرویز مظلومی – در لیگ پانزدهم)
- پیکان (دستیار مجید جلالی – در لیگ هفدهم)
- پیکان (دستیار حسین فرکی – در نیم فصل دوم لیگ هجدهم)[۱]

## دوران سرمربیگری

### سایپا
سایپا اولین تیمی بود که مجید صالح به عنوان سرمربی در نیمکت این تیم حضور داشت. او در ۱۰ خرداد ۱۳۹۰ به عنوان سرمربی سایپا انتخاب شد.
مجید صالح در ۲۶ بهمن ۱۳۹۰ از سوی هیئت مدیره باشگاه سایپا، به علت عدم تأمین انتظارات و دست نیافتن به اهداف از پیش تعیین شده، از سمت خود برکنار شد.
تیم سایپا تا هفتهٔ ۲۶ام لیگ برتر ۹۱–۱۳۹۰ که او برکنار شد، با ۳۱ امتیاز در ردهٔ دهم جدول در بین هجده تیم قرار داشت.

### فجر سپاسی
صالح در ۲۷ تیر ۱۳۹۷ به عنوان سرمربی فجر سپاسی شیراز در لیگ آزادگان انتخاب شد.
او در ۹ آبان ۱۳۹۷ از سرمربیگری فجر سپاسی برکنار شد.
اینترمیلان
در ۷ نوامبر ۲۰۲۴ وی به عنوان سرمربی تیم آکادمی اینترمیلان در اورنج کانتی انتخاب شد.

## آمار سرمربیگری
| تیم       | از            | تا           | آمار | آمار | آمار  | آمار | آمار |
| تیم       | از            | تا           | بازی | برد  | مساوی | باخت | ٪برد |
| --------- | ------------- | ------------ | ---- | ---- | ----- | ---- | ---- |
| سایپا     | ۱۰ خرداد ۱۳۹۰ | ۲۶ بهمن ۱۳۹۰ | ۲۷   | ۷    | ۱۰    | ۱۰   | ۰۲۶  |
| فجر سپاسی | ۲۷ تیر ۱۳۹۷   | ۹ آبان ۱۳۹۷  | ۹    | ۱    | ۴     | ۴    | ۰۱۱  |

## افتخارات

### به عنوان بازیکن

##### سایپا
- لیگ ایران: ۱۳۷۲ * ۱۳۷۳
- جام حذفی: ۱۳۷۲

##### هما
- جام اتحادیه: ۱۳۸۰

### عضو کادر فنی

##### استقلال
- جام حذفی: ۱۳۸۷
- لیگ ایران: ۱۳۹۲

##### ذوب‌آهن
- جام حذفی: ۱۳۸۸
- لیگ قهرمانان آسیا: ۲۰۱۰ (نایب قهرمانی)